# 치하야후루
치하야후루(일본어: ちはやふる)는 스에츠구 유키의 소녀 만화이다.

## 개요
경기 카루타를 제재로 한 소녀 만화이다.

## 등장인물

### 주요 인물
아야세 치하야
본작의 주인공.
마시마 타이치
치하야의 소꿉친구.
와타야 아라타

### 미즈사와 고교 경기 카루타부
아야세 치하야

마시마 타이치

니시다 유세이
카루타부 창립 멤버.
코마노 츠토무
카루타부 창립 멤버.
오오에 카나데
카루타부 창립 멤버.
츠쿠바 아키히로
카루타부 부원.
하나노 스미레
카루타부 부원.
미야우치 타에코
화학 교사.

## 평가
- 2009년, 제2회 만화대상 수상[1]
- 2009년, 《이 만화가 대단하다!》 (타카라지마샤) 여자 편 3위
- 2010년, 《이 만화가 대단해!》 (타카라지마샤) 여자 편 1위
- 2011년, 제35회 코단샤 만화상 소녀 부문 수상
- 2012년, 제16회 테즈카 오사무 문화상 만화대상 최종 후보작[2]

## 타이업 이벤트

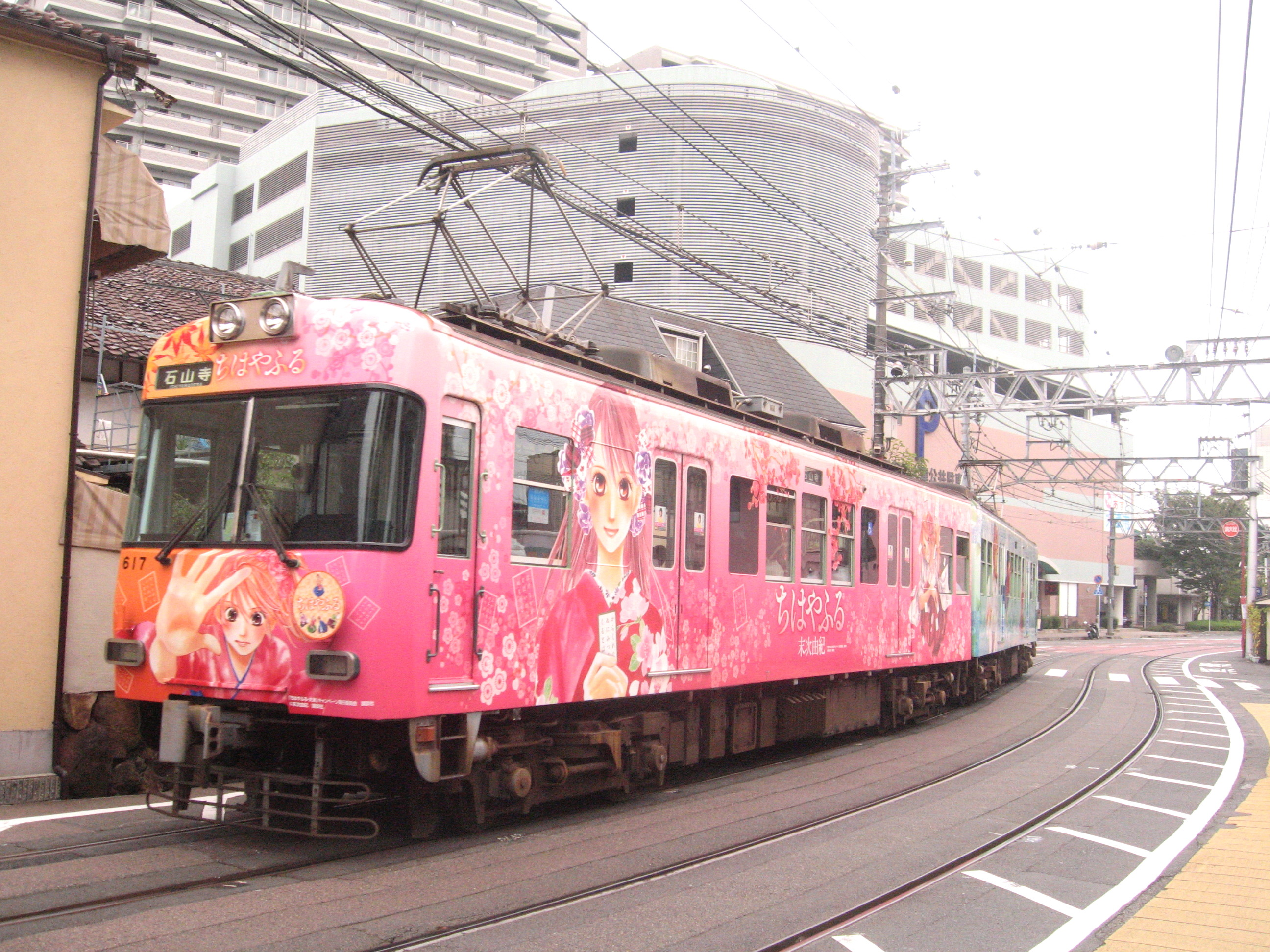
케이한 이시야마 사카모토선의 〈치하야후루〉 래핑 전차

- 케이한 이시야마 사카모토선 - 2012년 7월 24일 ~ 2015년 11월 15일 600형 617F를 당 작품의 래핑 전차로 만들어 운행[3].
- LOVE 포토 - 2010년에 발매된 《LOVE 포토 Vol.3 Dress up in JFW》의 표지에 본작이 협력[4].

## 애니메이션
2011년 10월 4일부터 2012년 3월 27일까지, 닛폰 TV 외에서 제1기가 방송되었다.
2013년 1월 11일부터 6월 28일까지 제2기가 방송되었다.
2019년 10월 23일부터 2020년 3월 25일까지 제3기가 방송되었다.

## 영화
2015년 4월, 실사 영화화가 발표되었다. 감독은 코이즈미 노리히로, 주연은 히로세 스즈.
영화는 2부작으로, 2016년 3월, 4월에 공개되었다.

### 캐스트
- 아야세 치하야 - 히로세 스즈
- 마시마 타이치 - 노무라 슈헤이
- 와타야 아라타 - 맛켄유
- 오오에 카나데 - 카미시라이시 모네
- 니시다 유세이 - 야모토 유마
- 코마노 츠토무 - 모리나가 유키
- 스도 아키히토 - 시미즈 히로야
- 키나시 히로 - 사카구치 료타로
- 와카미야 시노부 - 마츠오카 마유
- 미야우치 타에코 - 마츠다 미유키
- 하라다 히데오 - 쿠니무라 준
- 아야세 치토세 - 히로세 아리스

### 스태프
- 감독·각본 - 코이즈미 노리히로
- 음악 - 요코야마 마사루
- 주제가 - Perfume 〈FLASH〉
- 제너럴 프로듀서 - 오쿠다 세이지
- 촬영 - 야나기다 히로오
- 협력 - 일반 사단 법인 전일본 카루타 협회
- 배급 - 토호
- 제작 프로덕션 - ROBOT
- 기획·제작 간사 - 닛폰 TV